# سنت-کلوتیلد-دو-اورتون، کبک
سنت-کلوتیلد-دو-اورتون  (به فرانسوی: Sainte-Clotilde-de-Horton) شهری در منطقه شهری آرتاباسکا ناحیه سانتر-دو-کبک در استان کبک کانادا است. در سرشماری سال ۲۰۱۱ این شهر ۱٬۵۷۰ نفر جمعیت داشته‌است و مساحت آن ۱۱۸٫۴۴ کیلومتر مربع است.